# Ludvig 1. af Anhalt-Köthen
Fyrst Ludvig 1. af Anhalt-Köthen (tysk: Ludwig I., Fürst von Anhalt-Köthen; 17. juni 1579 – 7. januar 1650) var fyrste af det tyske fyrstendømme Anhalt-Köthen fra 1603 til sin død i 1650.

## Eksterne links
- Wikimedia Commons har flere filer relateret til Ludvig 1. af Anhalt-Köthen
- Slægten Askaniens officielle hjemmeside Arkiveret 21. august 2018 hos  Wayback Machine

| Ludvig 1.Huset AskanienFødt: 17. juni 1579 Død: 7. januar 1650 |                                     |                               |
| Titler som regent                                              |                                     |                               |
| Foregående: Joachim Ernst 1.                                   | Fyrste af Anhalt-Köthen 1603 – 1650 | Efterfølgende: Vilhelm Ludvig |